# Kleinblütiger Fingerhut
Der Kleinblütige Fingerhut (Digitalis parviflora) ist eine Pflanzenart aus der Gattung der Fingerhüte (Digitalis) in der Familie der Wegerichgewächse (Plantaginaceae). Die Pflanze ist in Bergregionen Nordspaniens heimisch und wird gelegentlich als Zierpflanze genutzt. Alle Pflanzenteile sind giftig.

## Beschreibung

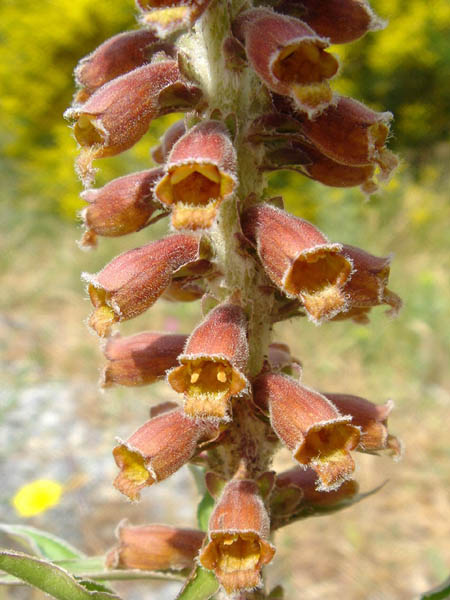
Mittlerer Teil eines Blütenstands

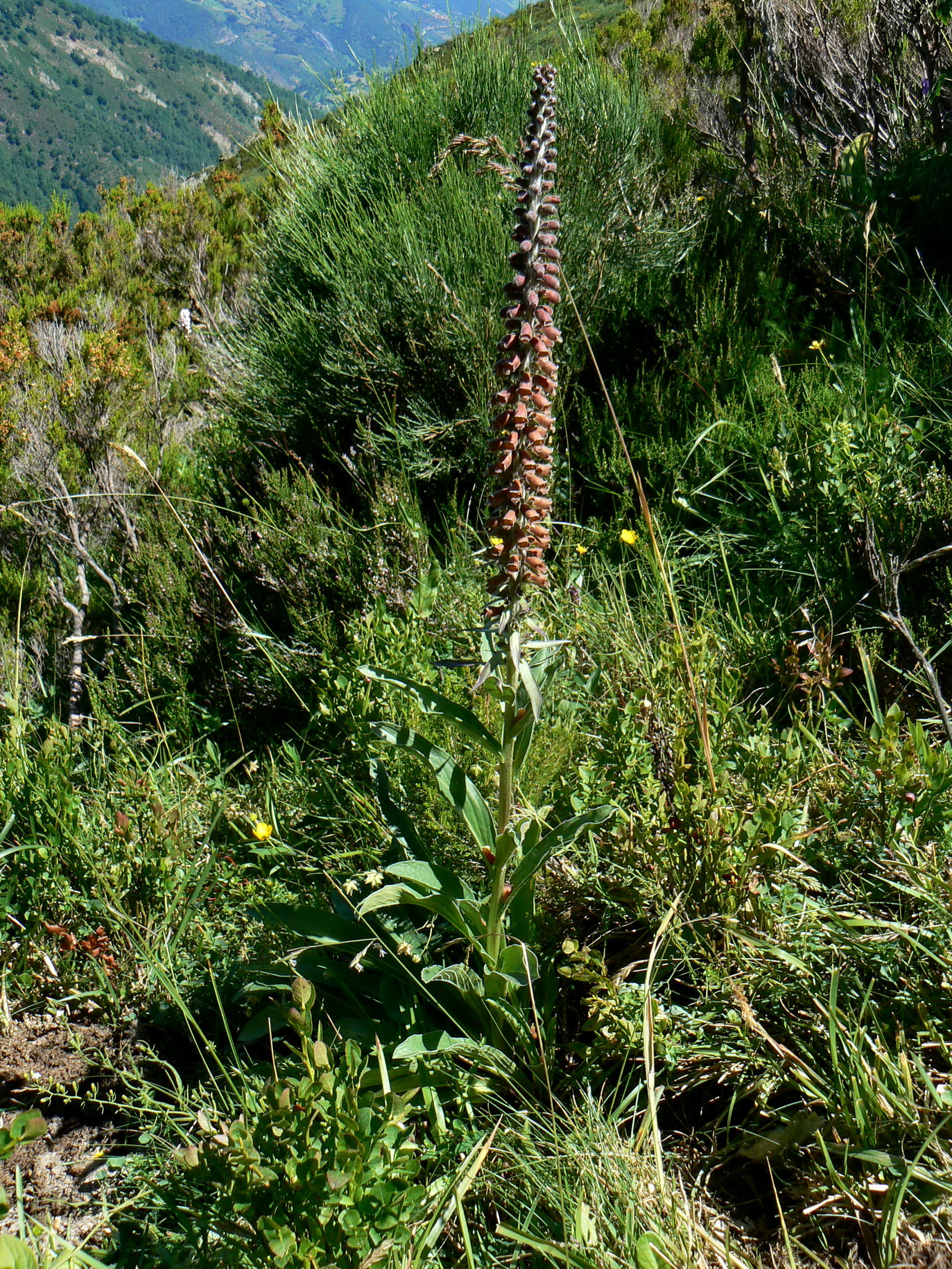
Standort am Picos de Europa

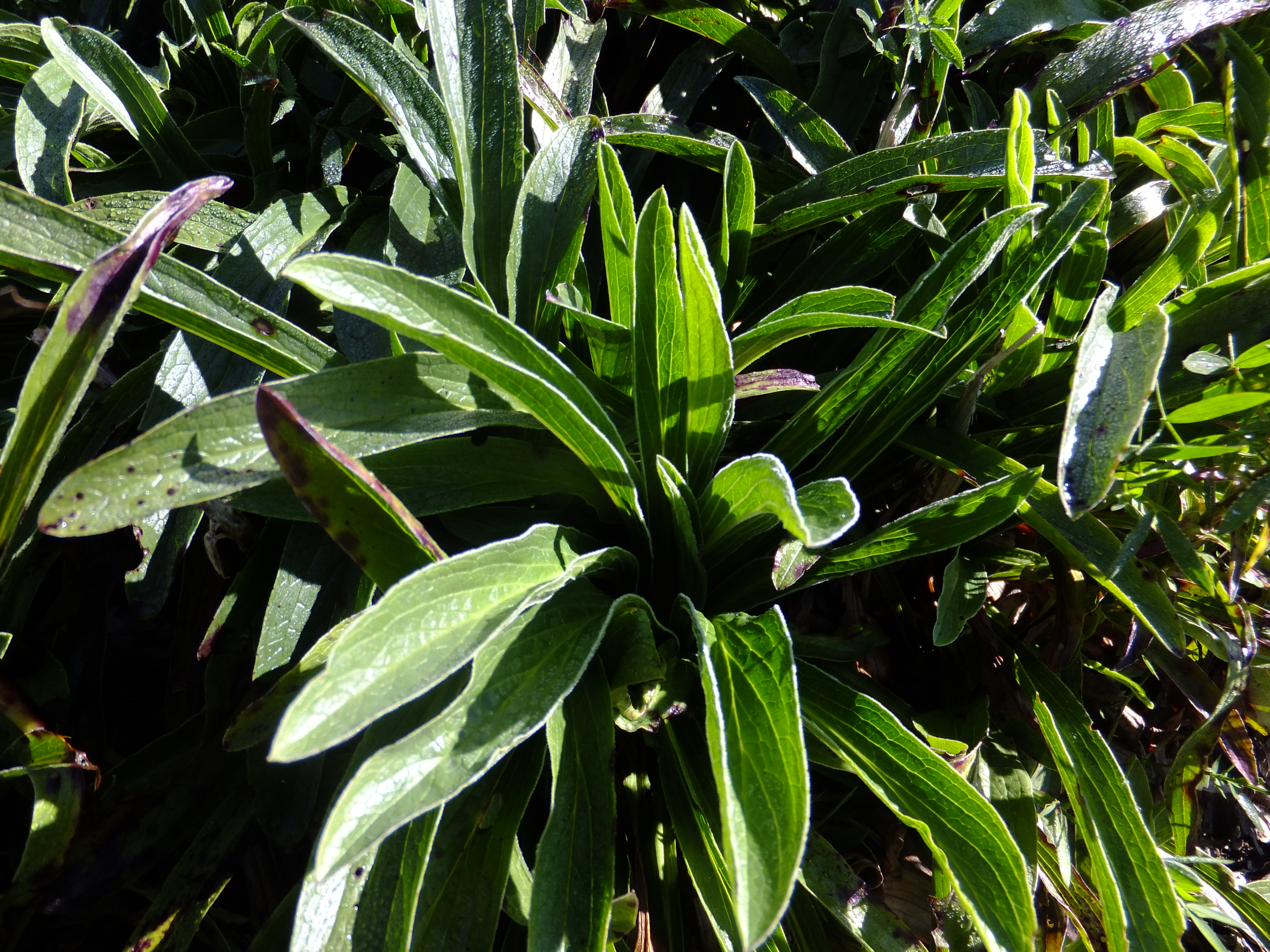
Blattrosetten des Kleinblütigen Fingerhuts

### Erscheinungsbild und Blatt
Der Kleinblütige Fingerhut ist eine ausdauernde krautige Pflanze, die wintergrüne lockere Blattrosetten bildet und im Sommer mit mehreren, stark beblätterten, mehr oder weniger kahlen Stängeln Wuchshöhen von 40 bis 60 (maximal 90) Zentimetern erreicht. Die dunkelgrünen, einfachen, ledrigen Laubblätter sind lanzettlich, ganzrandig oder etwas gezähnt, oberseits kahl, unterseits an den Blattnerven und am Blattrand kurz behaart. Die unteren Blätter sind bis 25 Zentimeter lang und bis 2,5 Zentimeter breit. Die Stängelblätter verjüngen sich nach oben hin.

### Blütenstand und Blüte
Der endständige, schmale traubige Blütenstand ist mit vielen kurz gestielten Blüten dicht besetzt. Die Hüllblätter sind 7 bis 12 Millimeter lang und 1 bis 2 Millimeter breit. Rund um den weißfilzigen Blütenstandsstiel sind meist mehr als 100 zwittrige, zygomorphe, 9 bis 13 Millimeter große Blüten angeordnet. Die Kelchblätter sind eiförmig und stumpf, am Rande behaart und stehen etwas von der Blütenkrone ab. Die mehr oder weniger zweilippige, 8 bis 12 Millimeter lange und 4 bis 5 Millimeter breite, dunkel rotbraune Kronröhre ist außen drüsig und am Ende der Kronlippen weiß behaart. Die obere Kronlippe ist abgestumpft. Die untere Kronlippe besitzt dreieckige, rundspitzige Seitenlappen und einen 2 bis 2,5 Millimeter langen mittleren Kronlappen. Die Blütezeit liegt im Juni. Die Nektar führenden Blüten werden von Bienen bestäubt.

### Frucht und Samen
Zur Fruchtreife entwickelt sich der drüsige Fruchtknoten zu einer 7,5 bis 9 Millimeter langen und 4,5 bis 6 Millimeter langen, eiförmigen, mehr oder weniger kahlen Kapselfrucht. Sie enthält viele hellbraune, 1,3 bis 1,5 Millimeter lange und 0,5 bis 0,7 Millimeter breite, nierenförmige Samen, die verbreitet werden, wenn der Fruchtstand durch den Wind oder ein herumstreifendes Tier bewegt wird (Stoßausbreitung).

### Chromosomensatz
Die Chromosomenzahl beträgt 2n = 56.

## Vorkommen
Das natürliche Verbreitungsgebiet des Kleinblütigen Fingerhuts erstreckt sich im Norden und in der Mitte der Iberischen Halbinsel vom Kantabrischen Gebirge bis zur Bergkette Sierra de Guadarrama des nördlichen Iberischen Scheidegebirges. Die Pflanze besiedelt dort steinige Hänge und sonnige bis halbschattige Anhöhen, rasige Böschungen, Gräben, Gebüschränder und Waldlichtungen in Höhenlagen von 500 bis 2.000 Meter. Die Standorte befinden sich meist auf Kalkstein, seltener auf Silikat.

## Taxonomie
Die Erstveröffentlichung von Digitalis parviflora erfolgte 1770 durch Nikolaus Joseph von Jacquin in Hortus botanicus Vindobonensis (Hort. Bot. Vindob.), Band 1, S. 6. Der artspezifische Namensteil parviflora bedeutet „kleinblütig“.
Auf Grundlage gemeinsamer morphologischer Merkmale, vor allem wegen der kurzgestielten, röhrigen bis leicht glockigen Blüten, wurde Digitalis parviflora zusammen mit Digitalis lutea und weiteren Fingerhutarten in die Sektion Tubiflorae eingruppiert. Phylogenetische Untersuchungen zeigten allerdings, dass die Sektion Tubiflorae polyphyletisch ist, also eine „unnatürliche“ Gruppierung darstellt, die keine unmittelbar gemeinsame Stammform hat. Da Digitalis parviflora genetisch (wie auch geographisch) eher isoliert ist, wird sie heute in eine eigene Sektion (Parviflorae) gestellt.

## Nutzung
Der Kleinblütige Fingerhut eignet sich als gut ausdauernde Zierpflanze beispielsweise für mediterrane Gärten, Steingärten, Steppengärten und sonnige Gehölzränder. Trotz der eher gedämpften Blütenfarbe bieten die kerzenartigen Blütenstände ein sehr auffälliges Erscheinungsbild und verbreiten eine warme, mediterrane Atmosphäre. Die Pflanze gilt mit ihren immergrünen Blattrosetten und überdauernden Samenständen auch im Winter als attraktiv. Sie gedeiht in sonnigen bis halbschattigen Lagen in durchlässigen, eher trockenen Böden und verbreitet sich durch mäßige Selbstaussaat. Der Fingerhut ist winterhart bis −18 °C (Zone 7).
Der Kleinblütige Fingerhut ist giftig und enthält medizinisch wirksame Herzglykoside. Das pharmakologische Hauptinteresse an der Gattung Digitalis richtet sich jedoch auf zwei andere Fingerhutarten, den Roten Fingerhut und den Wolligen Fingerhut, die einen höheren Wirkstoffgehalt besitzen und auch traditionell als Heilpflanzen verwendet wurden.